# Петар Мартиновић
Петар Мартиновић (Цетиње, 1881 — Београд, 27. јануар 1940) је био бригадир црногорске војске, артиљеријски бригадни генерал југословенске војске и сенатор.
Војно училиште похађа у Софији. Током Првог балканског рата је командант артиљерије Приморског одреда.
У Првом свјетском рату је начелник штаба Санџачке војске, а приликом повлачења српске и црногорске војске 1915. је добио команду над Јаворским одредом. С њиме у новембру врши успјешне акције задржавања дијелова аустроугарског 19. корпуса на Јавору и Мучњу. С тиме је умногоме олакшао повлачење српске 1. армије долином Ибра.
Командује затим црногорском Санџачком дивизијом, а потом прелази на Крф гдје је примљен у српску војску. При пробоју Солунског фронта 1918. командант је 1. пука Југословенске дивизије.
Одликован је Орденом Карађорђеве звезде са мачевима (двапут) и другим одликовањима.
Његово име носи једна улица у Београду (на Бановом брду).